# Edward Davis (bucanero)
Edward Davis fue un bucanero inglés activo en el Caribe durante los años 1680 que llevó a cabo asaltos exitosos contra León y Panamá en 1685, este último considerado como uno de los últimos grandes ataques bucaneros contra un bastión español. Gran parte de su carrera posterior fue recopilada por William Dampier en su libro Un nuevo viaje alrededor del mundo ("A New Voyage Round the World") (1697) y William Ambrose Cowley en "Cowley's Voyage Round the Globe, in Collection of Original Voyages", escritos que carecen de total veracidad, debido a que sus autores omiten hechos para evitar auto-inculparse de delitos de piratería.

## Inicios
Posiblemente de ascendencia flamenca, se registró por primera vez como uno de los miembros de la "Aventura del Pacífico", dirigido por Bartolomé Sharp y John Coxon en 1680. Luego de servir como navegador, él y varios otros, entre ellos James Kelly abandonaron la expedición dentro de un año y regresó por tierra a través de Panamá con John Cook o Cooke.

## Davies y Cook
En agosto de 1683, mientras que se vendían los botines capturados en Virginia, accedió a unirse a una expedición de corso como un subordinado de Cooke. Navegando hacia el este, pronto capturaron un barco danés que tenía 35 cañones y provisiones el cual bautizaron con el nombre de "Bachelor's Delight"(Las delicias del soltero"). Poco después de llegar de África Occidental, navegando hacia el Pacífico a través del Cabo de Hornos, Davis y los demás se unieron a John Eaton antes de asaltar ciudades españolas a lo largo de la costa de Centro y Sud América.
Tras la muerte de Cook en julio de 1684, la tripulación de la "Delight" eligió a Davis para sucederle. Sin embargo, la expedición se encontró con algunas dificultades como un ataque fallido en El Realejo en Nicaragua que daría lugar a la salida de Eaton, así como incursiones contra Paita, Perú y Guayaquil, Ecuador que tuvieron poco valor (aunque la captura de varios barcos de esclavos posibilitó que 15 esclavos se unieran a la tripulación).
Volviéndose hacia Panamá, atacó un envío español que llevaba la plata de Perú a España antes de unir fuerzas con una flota bajo el mando de Francis Grognet, Pierre le Picard y un capitán Townley.
Navegando de nuevo hacia Ecuador, se encontró con el Cygnet al mando del capitán Charles Swan y Peter Harris (el sobrino del corsario Peter Harris había muerto en la "Aventura del Pacífico" solo cuatro años antes) y los convenció para unirse a la expedición.
Con el Delight, el Cygnet y varios buques españoles más pequeños capturados, él llevaría con éxito un ataque junto a Charles Swan y otros contra Panamá. A pesar de que planeaban atacar la flota de plata peruana, los funcionarios españoles lograron transferir más de 500 mil pesos en dos galeones y escoltados por tres buques de guerra más pequeños, que eran capaces de evadir la flota pirata navegando en un curso hacia el oeste hacia el exterior. A la espera de la flota del tesoro, Davis y los otros se encontraron con una patrulla española en la costa de Perú el 8 de junio y finalmente fueron perseguidos hasta la isla de Corba.

## Quiebre con Grognet

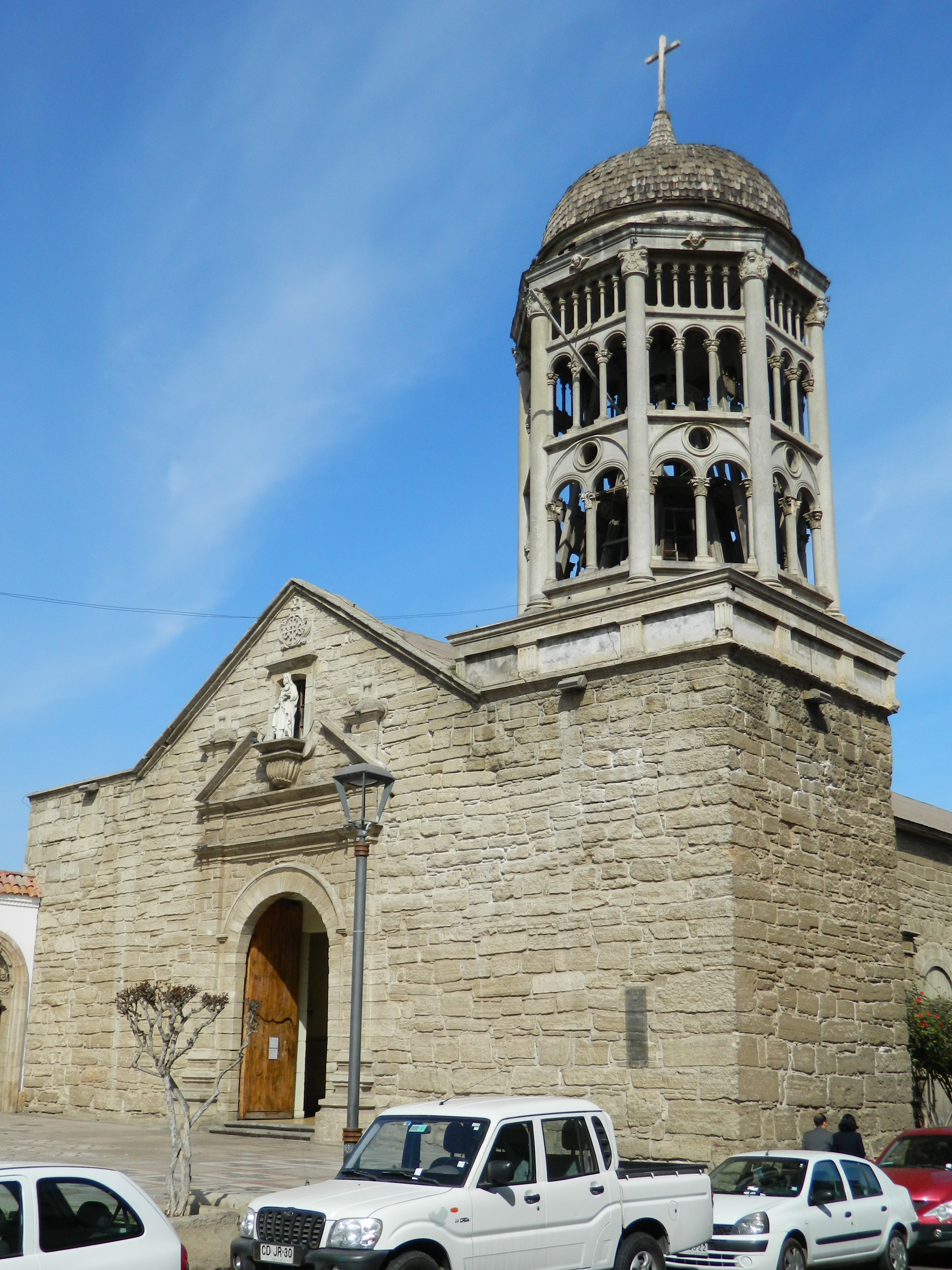
Iglesia de Sto. Domingo en La Serena donde ocurrió el enfrentamiento entre los hombres de Davis frente a los milicianos de la ciudad.

Peleados entre ellos mismos después de su derrota, y muchos culpando a Grognet, Davis dejó la expedición junto con Swan, Townley, Harris, William Knight y navegó hacia el norte con ocho barcos y 640 bucaneros.
Sin embargo, las redadas contra León y Realejo tuvieron poco éxito lo que resulta en las salidas de Swan y Townley que se fueron a México y Harris que después gran parte de su tripulación moriría de fiebre amarilla en Honduras.
Con William Knight, los bucaneros irrumpieron en los asentamientos costeros de Perú tomando £ 25,000 en joyas y la plata de Zaña en marzo de 1686. Aunque las incursiones posteriores produjeron una pequeña ganancia, 39 esclavos africanos fueron liberados de Paita y más tarde se unieron a la expedición. Atacaron cinco ciudades más entre los meses de mayo y junio, incluyendo el fallido ataque a La Serena a mediados de septiembre
Después de llegar al archipiélago Juan Fernández, en noviembre, él y Knight decidieron dividir el botín con cada miembro de la tripulación recibiendo £ 1150 acordando con Raveneau de Lussan y Knight dejar el grupo para partir hacia el Caribe.
Davis continuó con 80 hombres logrando atacar y obtener £ 10,000 en Arica, en febrero de 1687. Conoció a través de los cautivos el plan español para enviar un escuadrón desde el Callao hacia Guayaquil contra el Capitán Pierre le Picard que había tomado y pedido rescate por el gobernador local, con esta información llegó a Guayaquil en mayo y ayudó a derrotar a la flota repartiéndose el botín de £ 50,000 con le Picard.

## Últimos años
Dejando Guayaquil el 12 de junio, se detuvo en las Islas Galápagos y las Islas Juan Fernández en su viaje de retorno a las colonias americanas. Durante este viaje a las Galápagos, en 1687, reportó el descubrimiento de la conocida posteriormente como la Tierra de Davis, ubicada a 500 millas de Copiapó, en la latitud 27° 20' S, formada por unas playas arenosas y una tierra alta que se perdía al noroeste. Sin embargo Davis no intentó desembarcar ni realizar mayores investigaciones, por lo que la ubicación y existencia de la isla no pudo ser corroborada, siendo posteriormente identificada con la Isla de Pascua o con las Islas Desventuradas.
Davis y el Delight llegaron a las Indias Occidentales a principios de 1688 y, finalmente, llega a Filadelfia en mayo. Aunque él y Lionel Wafer serían encarcelados por piratería en Virginia durante dos años, con el tiempo vuelven a Inglaterra en 1690 y con éxito dentro de dos años logró recuperar la mayor parte de sus antiguas propiedades y fincas.
Él se reivindica como uno de los primeros bucaneros en haber enterrado un tesoro en la Isla del Coco, con su buque insignia, el "Bachelor's Delight" (delicias de soltero), en 1684 y 1702. Anclado en la bahía Chatham, supuestamente dejó atrás varios cofres que contienen lingotes, piezas de a 8 y 300.000 libras en barra de plata y objetos tomados de asentamientos en Perú y Chile.